# Fakhreddin Pascià
Ömer Fahrettin Türkkan, noto anche come Fakhreddin Pascià, Fakhri Pascià o Omar Fakhr ud-Din Pascià (Ruse, 1868 – Istanbul, 22 novembre 1948), è stato un ufficiale e diplomatico ottomano, governatore (valì) di Medina dal 1916 al 1919.
Era soprannominato dai turchi Medine Müdafii ("difensore di Medina") e dai britannici "leone del deserto" o "tigre del deserto" per il patriottismo mostrato nell'assedio di Medina.

## Gioventù
Nacque a Rusçuk (oggi Ruse, in Bulgaria) da Fatma Adile Hanım e Mehmed Nahid Bey. A causa della guerra russo-turca del 1877-1878 la sua famiglia si trasferì nel 1878 a Istanbul.. Entrò nell'accademia militare di Istanbul nel 1888 e, ricevuti i gradi di ufficiale, fu assegnato lungo la frontiera orientale con l'Armenia, nella IV armata ottomana. Nel 1908 tornò a Istanbul, assegnato alla I armata ottomana. Nel 1911–12 fu inviato in quella che sarebbe diventata la Libia (allora, semplicemente, Cirenaica e Tripolitania ottomane) e quando scoppiò la prima guerra balcanica, divenne comandante della 31ª divisione di stanza a Gallipoli. La sua unità marciò dalla Bulgaria su Adrianopoli (oggi Edirne), entrandovi assieme a Enver Pascià.

## Prima guerra mondiale
Nel 1914, prima che l'esercito ottomano fosse mobilitato, il colonnello di stato maggiore Fakhreddin Bey fu nominato comandante del XII corpo di stanza a Mosul. Fu promosso al rango di mirliva il 12 novembre 1914 e gli fu assegnato il vicecomando della IV armata di stanza ad Aleppo.

### Difensore di Medina

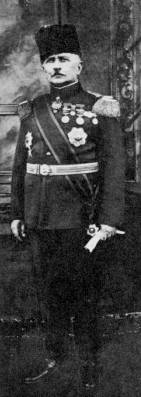
Ömer Fahrettin Pascià in veste di Ambasciatore turco a Kabul

Durante la prima guerra mondiale, Fakhreddin Pascià, per ordine di Cemal Pascià si spostò il 23 maggio 1916 a Medina (Hijaz) per difenderla e fu per questo nominato comandante della forza di spedizione in Hijaz il 17 luglio 1916.
Fakhreddin Pascià subì l'assedio delle forze arabe di Faysal, figlio dello sharīf di Mecca al-Husayn ibn Ali, che aveva proclamato la rivolta araba contro l'Impero ottomano, ma riuscì valorosamente a difendere la seconda città santa dell'Islam. Fakhreddin Pascià non solo difese Medina, ma protesse la linea ferrata a binario singolo della ferrovia del Hijaz dai tentativi di sabotaggio organizzati da T. E. Lawrence e dalle forze arabe che egli consigliava, con tutte le importanti implicazioni logistiche che ciò comportava. Le guarnigioni turche delle isolate piccole stazioni lungo la ferrovia si opposero con successo ai continui attacchi notturni e assicurarono i collegamenti malgrado il numero crescente di sabotaggi (circa 130 attacchi importanti nel 1917 e centinaia nel 1918, inclusi oltre 300 attacchi con esplosivo a tutto il 30 aprile del 1918).
Con la resa dell'impero alla fine del conflitto mondiale e con l'armistizio di Mudros tra Impero ottomano e gli Alleati dell'Entente cordiale il 30 ottobre 1918, ci si aspettava che anche Fakhreddin si arrendesse, ma egli rifiutò di farlo, così come respinse l'armistizio firmato a Mudros. Si rifiutò di consegnare la sua sciabola anche dopo la ricezione di un ordine diretto del ministro ottomano della guerra. Il governo era adirato per il suo comportamento e il sultano Mehmed VI lo allontanò dal comando, tuttavia Fakhreddin Pascià si oppose e mantenne il vessillo del sultano ottomano alto su Medina per ben 72 giorni dopo la fine della guerra. Dopo l'armistizio di Moudros la più vicina unità ottomana era a 1300 km di distanza dalla città.
Il 29 dicembre 1918, cioè due mesi dopo la firma dell'armistizio, i britannici imposero l'invio a Medina di una delegazione mista ottomano-britannica, per consegnare l'ultima ingiunzione di resa a Fakhreddin, pena la totale distruzione della città da parte dell'artiglieria e dell'aviazione britannica.
Fakhreddin fu arrestato dai suoi stessi uomini e portato da ʿAbd Allāh (un altro figlio dello sharīf di Mecca), il 9 gennaio 1919 a Bi'r Darwīsh. Finalmente, il 10 gennaio del 1919, dopo ben due anni e mezzo di assedio, Fakhri Pascià si arrese con i suoi 456 ufficiali e 9.364 soldati della guarnigione di Medina. Per la sua eroica resistenza si guadagnò l'appellativo di leone di Medina.
ʿAbd Allāh entrò nella città santa poco dopo la resa, seguito dal fratello maggiore, ʿAlī, il 2 febbraio 1919.
Secondo un autore turco che cita un testimone oculare, un venerdì della primavera del 1918, dopo la preghiera in comune nella Masjid al-Nabawi (nota anche come "moschea del Profeta"), Fakhreddin Pascià salì sul minbar, si fermò a metà dei gradini e, girato il volto verso la tomba del profeta Maometto, disse forte e chiaro:
Quindi, rivolgendosi agli astanti, disse:
Fakhreddin Pascià aveva rivelato di aver ricevuto una visione in sogno del profeta Maometto che gli aveva ordinato di non arrendersi. Nell'agosto del 1918, egli ricevette un'ingiunzione di resa dallo sharīf di Mecca. Fahreddin Pascià rispose a lui in questi termini:

## Vita nel dopoguerra
Dopo essere stato incarcerato, fu tradotto in una caserma militare al Cairo (Egitto), in seguito fu trasferito a Malta, dove visse come prigioniero di guerra per più di due anni fino al 1921. Dopo il rilascio, raggiunse le forze repubblicane turche sotto il comando di Mustafa Kemal Atatürk e combatté nella guerra greco-turca (1919-1922) contro i greci e in quella franco-turca che portò l'esercito francese ad occupare l'Anatolia. Dopo la guerra d'indipendenza turca, divenne ambasciatore della Turchia a Kabul (Afghanistan) dal 1922 al 1926. Nel 1936 fu promosso maggior generale e lasciò per raggiunti limiti di età le forze armate turche. Morì il 22 novembre 1948 per un infarto del miocardio durante un viaggio in ferrovia, vicino a Eskişehir. Secondo il suo desiderio, fu inumato nel cimitero di Aşiyan Asri, a İstanbul.